# 三隅正
三隅 正（みすみ ただし、1879年（明治12年）8月3日 - 1935年（昭和10年）2月24日）は日本の弁護士、政治家。元東京府会議長。

## 略歴
1879年（明治12年）8月、島根県に生まれる。1907年（明治40年）、和仏法律学校(現・法政大学)を卒業する。
1909年（明治42年）に判事検事登用試験に合格し、司法官試補を経て、弁護士を開業する。その後、東京府会議員、麹町区会議長を経て、1933年（昭和8年）に東京府会議長に就任する。
1935年（昭和10年）2月24日に死去、57歳。

## 共著
- 『改正刑事訴訟法講義』尾崎俊次郎（日本警察新聞社、1908）

## 編集
- 『戸籍法』島田鉄吉著（法政大学、1908）